# محمد عثمان الميرغني
محمد عثمان بن علي الميرغني سياسي وصوفي سوداني وقائد الحزب الإتحادي الديمقراطي. استخلف على الطريقة عقب وفاة والده علي الميرغني 1968، وكان الأخير أحد أقطاب الحركة السياسية السودانية ومن مجددي الطريقة الختمية. شقيقه الأصغر هو السيد أحمد الميرغني رئيس السودان في الفترة من 6 مايو 1986 وحتى 30 يونيو 1989.

## نسبه
هو ابن علي بن محمد عثمان الأقرب بن السيد الحسن بن محمد عثمان الميرغني الختم ابن محمد ابى بكر بن عبد الله الملقب بالمحجوب بن إبراهيم بن حسن بن محمد امين بن على بن حسن بن ميرخورد بن حيدر بن حسن بن عبد الله بن على بن حسن بن حيدر بن ميرخورد بن حسن بن أحمد بن على بن إبراهيم بن يحي بن حسن بن أبي بكر بن على بن محمد بن إسماعيل بن ميرخورد البخاري بن عمر بن على بن عثمان بن على التقى بن الحسن الخالص بن على الهادى بن محمد الجواد بنعلى الرضا بن موسى الكاظم بن جعفر الصادق بن محمد الباقر بن على زين العابدين بن الحسين بن على بن أبي طالب كرم الله وجهه وكما أن الحسين هو ابن السيدة فاطمة الزهراء بنت رسول الله محمد بن عبد الله.